# Loïc Nottet
Loïc Nottet (Charleroi, 1996. április 10. –) belga énekes, a 2014-es The Voice Belgique második helyezettje. Ő képviselte Belgiumot a 2015-ös Eurovíziós Dalfesztiválon, Bécsben. A döntőben 217 pontot sikerült összegyűjtenie, így a negyedik helyezést érte el.

## Zenei karrier
2014-ben második helyen végzett az The Voice című énekes-tehetségkutató verseny vallon verziójának harmadik évadjában. A műsor alatt mestere B.J. Scott volt.
2014. november 3-án Belgium francia nyelvű, vallon közszolgálati televíziója, a Radio Télévision Belge Francophone (RTBF) bejelentette, hogy Loïc Nottet képviseli az országot a 60. Eurovíziós Dalfesztiválon, Ausztria fővárosában, Bécsben. Versenydalát, a Rhythm Inside-t március 10-én mutatták be. A dalfesztiválon 2015. május 19-én, az első elődöntőben lépett színpadra. Innen 2. helyen 149 ponttal jutott tovább a verseny döntőjébe. A május 23-i döntőben 217 ponttal a 4. helyen végzett. 2003 óta ez volt az első alkalom, hogy Belgium képviselője a TOP 5-ben zárt.
2015. október 24-től az énekes részt vett a TF1 francia tv-csatorna Danse avec les stars című táncos műsorában Denitsa Ikonomova partnereként, amit december 23-án megnyertek.